# Friday the 13th Part VI: Jason Lives
Friday the 13th Part VI: Jason Lives es una película slasher estadounidense de 1986 escrita y dirigida por Tom McLoughlin y protagonizada por Thom Matthews, Jennifer Cooke, David Kagen y C.J. Graham en el papel de Jason Voorhees. Es la sexta entrega de la franquicia de Viernes 13 y presenta nuevamente a Voorhees quien, luego de ser resucitado por accidente, acecha a otro grupo de jóvenes. 
Inicialmente se planeó que el personaje de Tommy Jarvis, protagonista de las dos películas anteriores de la saga, se convirtiera en el nuevo villano. Sin embargo, la pobre recepción de A New Beginning obligó a los productores a traer de vuelta al fallecido personaje de Jason Voorhees. Al resucitar a Jason, McLoughlin dotó al asesino de poderes sobrenaturales por primera vez en la historia de la franquicia. Esta versión de Jason, un muerto viviente casi imposible de aniquilar, se convertiría en la representación estándar del personaje para el resto de la serie fílmica. La película introdujo metahumor y elementos del cine de acción, incluyendo tiroteos y persecuciones en auto, algo que no se había visto en ninguna de las cinco películas anteriores.
Jason Lives fue la primera entrega de la serie en recibir una acogida positiva por parte de la crítica, desde la película original de 1980. En los años posteriores a su lanzamiento, su humor autorreferencial y el afán de romper la cuarta pared han sido elogiados. Estos elementos además sirvieron como punto de partida para otras exitosas franquicias, como Scream de Kevin Williamson y Wes Craven. Jason Lives es considerada una de las favoritas de los fanáticos de la serie, además de cosechar comentarios más positivos de la crítica especializada.

## Argumento
Algún tiempo después de los hechos ocurridos en la película anterior, Tommy Jarvis es liberado de una institución mental, a pesar de que todavía sufre alucinaciones del asesino Jason Voorhees, a quien mató hace años. Regresa a Crystal Lake, ahora rebautizado como Forest Green, para enfrentar sus miedos, junto a su amigo Allen Hawes. Ambos visitan la tumba de Jason durante una tormenta eléctrica, con la esperanza de incinerar el cuerpo del asesino y finalmente terminar con las pesadillas de Tommy. Después de desenterrar el cadáver de Jason, Tommy experimenta recuerdos de su último encuentro con Jason y furiosamente empala el cuerpo de Jason con un poste de la valla metálica, y enseguida dos rayos golpean el poste, causando que Jason vuelva a la vida como un asesino inmortal. Jason procede a matar a Hawes al atravesar su pecho con su mano y se pone su máscara de hockey, que Tommy trajo consigo. Tommy huye a la oficina del alguacil para advertir a la policía del regreso de Jason, solo para que sea arrestado y encarcelado. Su advertencia sobre el regreso de Jason no es escuchada por el alguacil Mike Garris, quien está al tanto de la institucionalización de Tommy y cree que está alucinando el regreso de Jason. En el camino, los consejeros de campamento Darren Robinson y Lizabeth Mott se pierden buscando el Campamento Forest Green y son detenidos por Jason, quien termina asesinando a ambos.
A la mañana siguiente, la hija de Garris, Megan, y sus amigos Sissy Baker, Cort Andrews y Paula Mott llegan a la estación de policía para reportar la desaparición de Darren y Lizabeth. Tommy les advierte sobre Jason, pero como ahora se le considera una leyenda urbana, ignoran las advertencias, aunque Megan se siente cada vez más atraída por él. En el bosque, Jason se encuentra con un juego de paintball corporativo; mata a los cinco miembros (tres al decapitarlos, el cuarto al desmembrarlo y el quinto al aplastar su cabeza en un árbol). Luego les roba un machete, y en el proceso descubre que ahora posee una fuerza sobrehumana como resultado de su resucitación.
Los niños llegan al campamento Forest Green, mientras los jóvenes consejeros hacen todo lo posible para dirigir el campamento sin Darren y Lizabeth. Mientras tanto, Garris decide escoltar a Tommy fuera de su jurisdicción debido a su influencia sobre Megan. En el camino, Tommy intenta correr hacia la tumba de Jason, pero descubre que el cuidador la había cubierto para negar la responsabilidad de encontrarla desenterrada, donde el cuerpo de Hawes está enterrado en su lugar. Luego, Tommy es esposado y escoltado fuera de la ciudad por Garris, quien le advierte que nunca regrese. Esa noche, Jason asesina al cuidador y a una pareja cercana que presencia el asesinato. Mientras tanto, Cort sale a tener sexo con una chica llamada Nicola Parsley, pero Jason los mata a ambos. Los hombres del sheriff encuentran los cuerpos de las víctimas y Garris inmediatamente implica que Tommy es el responsable de los asesinatos, creyendo que se ha vuelto loco imaginando a Jason.
Tommy contacta a Megan y la convence para que lo ayude a atraer a Jason de regreso a Crystal Lake. Mientras tanto, Jason se dirige al campamento y mata a Sissy y a Paula, pero se abstiene de lastimar a los niños. Mientras tanto, Tommy y Megan son detenidos por Garris. A pesar de la coartada de Megan de que estaba con Tommy, él no cree que sea inocente y lo arresta, y luego va al campamento a investigar. Mientras Tommy y Megan desarrollan una artimaña para engañar al ayudante que mira y escapar, Jason mata a Garris y a otros dos ayudantes cuando llegan al campamento.
Jason está a punto de matar a Megan cuando Tommy lo llama desde el lago; aparentemente recordando a su asesino, Jason va tras Tommy en su lugar. Tommy es atacado en un bote en medio del lago y ata una roca alrededor del cuello de Jason para atraparlo. Jason se defiende, sosteniendo a Tommy bajo el agua el tiempo suficiente para aparentemente ahogarlo. Megan se apresura a salvarlo, pero casi muere cuando Jason la agarra de la pierna; ella gira el motor activado del bote alrededor del cuello de Jason, y él la suelta. Lleva a Tommy a la orilla y usa RCP para revivirlo. Tommy dice que finalmente ha terminado y que Jason está en casa. Debajo del agua, se muestra que Jason todavía está vivo, aunque anclado al fondo del lago, esperando otra oportunidad para regresar.

## Reparto
| Actor               | Personaje           | Notas |
| ------------------- | ------------------- | ----- |
| Thom Matthews       | Tommy Jarvis        |       |
| Jennifer Cooke      | Megan Garris        |       |
| David Kagen         | Sheriff Mike Garris |       |
| Renee Jones         | Sissy Baker         |       |
| Kerry Noonan        | Paula Mott          |       |
| Darcy DeMoss        | Nikki Parsley       |       |
| Tom Fridley         | Cort                |       |
| Alan Blumenfeld     | Larry               |       |
| Matthew Faison      | Stan                |       |
| Ann Ryerson         | Katie               |       |
| Tony Goldwyn        | Darren Robinson     |       |
| Nancy McLoughlin    | Lizabeth Mott       |       |
| Ron Palillo         | Allen Hawes         |       |
| C. J. Graham        | Jason Voorhees      |       |
| Vincent Guastaferro | Deputy Rick Cologne |       |
| Michael Swan        | Oficial Pappas      |       |
| Courtney Vickery    | Nancy               |       |
| Whitney Rydbeck     | Roy                 |       |
| Bob Larkin          | Martin              |       |
| Wallace Merck       | Toboloco            |       |
| Justin Nowell       | Billy               |       |
| Roger Rose          | Steven              |       |

## Casting
En un primer momento, Jason Lives estaba pensada como una secuela directa de la quinta película, y los personajes de Pam y Reggie debían morir en las escenas iniciales (tal como había sucedido con el personaje de Alice en la segunda entrega). Sin embargo, los contratos de los actores fueron anulados y no se les solicitó su retorno para la secuela, aduciendo la pobre recepción que el filme había tenido entre los fanáticos.
Se le pidió inicialmente a John Shepherd repetir su papel como Tommy Jarvis. Shepherd, que había desarrollado fuertes creencias cristianas, decidió no participar, criticando la alta dosis de violencia de la cinta. El actor Thom Matthews sería quien encarnase el papel. Su trabajo en la comedia de terror Return of the Living Dead de 1985 lo había hecho popular en el medio, aunque McLoughlin no estuvo al tanto de la fama de Matthews hasta después de comenzar el rodaje.
McLoughlin eligió como miembros del elenco a algunos actores que había dirigido anteriormente, como el sheriff David Kagen. Cabe destacar que la primera víctima femenina de la película, Lizbeth, sería interpretada por la esposa del director en la vida real, Nancy. Siguiendo con la tradición de la saga, el papel de Jason fue realizado por dobles de riesgo: C.J. Graham y algunas breves escenas por Dan Bradley.

### Aparición de Elías Voorhees
En el material del DVD, el mismo director menciona que se esbozó otro tipo de final para la sexta película de Viernes 13, donde Martin, el sepulturero, no es asesinado sino que sobrevive hasta el final y, finalizados los acontecimientos de la película, recibe la visita de un misterioso personaje que resulta ser don Elías Voorhees, el padre de Jason, quien se queda a solas observando las tumbas tanto de su mujer como de su hijo y mira a la cámara de forma siniestra, como si estuviera deseando venganza. Esto fue solo parte de un bosquejo gráfico que nunca se llegó a realizar.

## Recepción
Friday the 13th Part VI: Jason Lives tuvo una mejor acogida que la mayoría de películas de la saga. En Rotten Tomatoes cuenta con un 52% de aprobación, basada en 27 reseñas, con un índice de audiencia promedio de 5.02 sobre 10. Su consenso indica: "Friday the 13th: Part VI - Jason Lives de hecho trae de vuelta a Voorhees, junto con cierto sentido del humor".
Variety describió el filme como "predecible pero razonablemente ingenioso". Caryn James de The New York Times se refirió a la película como una "violenta pérdida de tiempo". Gene Siskel de Chicago Tribune la describió como la menos ofensiva de la serie fílmica más ofensiva de la historia. Ken Hanke de Mountain Xpress escribió: "puede que no sea exactamente una buena película en el sentido estricto, pero es fácilmente la mejor de la serie".